# 奥菲狄乌斯·巴苏斯
奥菲狄乌斯·巴苏斯（英語：Aufidius Bassus），生于1世纪中期。著有《日耳曼战记》一书，记载了提比略统治时期约4年的战争经过，他还著有一部罗马史，现仅存残篇。

## 扩展阅读
本条目包含来自公有领域出版物的文本: Chisholm, Hugh (编).  (第11版). London: Cambridge University Press. 1911.